# Lo nuestro
Lo nuestro è il secondo album in studio della cantante spagnola Marisol Bizcocho, pubblicato il 1º marzo 2019 su etichette discografiche La Moyareja e Almadraba Music.

## Tracce
1. Lo nuestro – 4:18
2. Tiempo – 4:39
3. Yo no sabía – 3:19
4. Qué boda más rociera – 4:12
5. Hija si me pongo viejo – 3:38
6. El tiro por la culata – 4:27
7. Locura – 3:19
8. Yo no fui la que perdí – 4:45
9. Gabriela – 4:29
10. Soleá de la gitana – 4:18
11. Tabernita de la Gloria – 3:28

## Classifiche
| Classifica (2019) | Posizione massima |
| ----------------- | ----------------- |
| Spagna            | 3                 |